# NGC 514
NGC 514 (другие обозначения — UGC 947, MCG 2-4-35, ZWG 436.38, IRAS01214+1239, PGC 5139) — спиральная галактика с перемычкой (SBc) в созвездии Рыбы.
Этот объект входит в состав группы NGC 524 из 14 галактик. Помимо неё в составе последней наиболее яркими представителями группы являются NGC 470, NGC 474 и NGC 520. В группе идентифицируется положением к северу от NGC 524 на расстоянии 3,4° (~2 мегапарсек).
Галактика входит в число перечисленных в оригинальной редакции «Нового общего каталога».
По своей морфологии галактика входит в класс SAB(rs)c, показывающий, что у неё имеется слабо выраженная перемычка в ядре (SAB), неполная кольцевая структура вокруг перемычки (rs) и слабо закрученные спиральные рукава (c). У галактики имеется область ионизованного водорода вокруг ядра, которая проявляет слабые эмиссионные линии в оптическом диапазоне, однако в ближнем ИК диапазоне эмиссионные линии отсутствуют. Предполагается, что в ядре галактики находится сверхмассивная чёрная дыра с массой 3,2⋅106 M⊙.
5 октября 2020 года в NGC 514 обнаружена вспышка сверхновой, получившей обозначение SN 2020uxz. Она относится к типу SN Ia, в момент открытия её блеск составлял 16,5m (открыта до максимума светимости).